# Sadowie (Wrzawy)
Sadowie – część wsi Wrzawy w Polsce, położona w województwie podkarpackim, w powiecie tarnobrzeskim, w gminie Gorzyce.
Dawniej samodzielna miejscowość i gmina jednostkowa (z Kawęczynem i Zadolem), licząca 292 mieszkańców w połowie XIX wieku